# Pedro Nolasco
Pedro Nolasco (circa 1181 - 1245) foi um santo católico nascido na França e que desenvolveu seu trabalho missionário religioso na Espanha.

## Nascimento e nobreza
Nasceu no Condado da Provença, no sul da França. Seu pai, de origem anglo-normanda, chamava-se Guillaume de Bigot (era filho de Hugh Bigot, 1.º conde de Norfolk). Sua mãe, de origem italiana, chamava-se Catarina, e era descendente de Filipe I de França através dos Saint-Gilles. Sua mãe provinha de Nola, Sicília, Itália, donde o santo recebeu o nome.

## Juventude e idade adulta
O irmão de Pedro, Jaime, havia herdado do avô materno o título de nobreza (que provinha de um ancestral, Raymond de Saint-Gilles. Por tal razão, o jovem Pedro cresceu como um requisitado comerciante, já que não tinha direito ao título.
Em suas transações comerciais no Oriente, foi tocado pelo sofrimento dos cristãos presos em cativeiros em terras muçulmanas. Aí tomou a iniciativa de comprar tais cativos. Mais tarde, Pedro Nolasco recebeu uma iluminação divina, por Maria, Mãe de Jesus, que o convocou a expandir seu trabalho para uma missão no mundo. Além do que, o sul da França estava sendo utilizado como refúgio de cátaros, uma seita herética que causou muitos males à Cristandade. Nossa Senhora entregou-lhe, assim, um escapulário e, nesse mesmo dia, Pedro Nolasco saiu para pedir a bênção da Igreja e do Rei.
Em 1218 fundou a Ordem de Nossa Senhora das Mercês. Pedro Nolasco é santo, como reconheceu a Igreja Católica (São Pedro Nolasco), e conhecido como redentor dos cativos.

## Descendentes
Nos dias atuais ainda existem descendentes do irmão de Pedro, entre os quais membros de muitas casas reais europeias.

## Títulos
Nobre da França, Confessor da Igreja Católica, Santo da Igreja Católica e Filho da França (já que descendia da Casa de Capet em linhas materna e paterna).